# هناء بركات (ممثلة)
هناء بركات هي ممثلة مصرية.

## حياتها
فنانة مصرية بدات حياتها الفنية بداية التسعينات الميلادية واكثر اعمالها في التلفزيون عملت في بعض الأفلام القليلة ومن اعمالها التليفزيونية 

## أعمالها

### مسلسلات[3]
- أمر واقع 2018

ه الصفعة 2012
- الريان 2011
- مسألة كرامة 201-
- أكتوبر الآخر2010
- رحيل مع الشمس 2010
- ملكة في المنفى 2010
- البوابة الثانية2009
- الهاي سكول 2008
- الهاي سكول2008
- العقاب2007
- عقدة ماما عزيزة 2007
- غريب الدار 2007
- العزبة 2006
- العندليب: حكاية شعب 2006
- القاهرة ٢٠٠٠ 2006
- دائرة الاشتباه 2006
- إضحك قبل الضحك مايغلا 2005
- الست أصيلة 2005
- السلمانية 2005
- على نار هادئة 2005
- الإمام النسائي 2004
- أهل الرحمة 2004
- فريسكا2004
- آخر الخط 2003
- أمس لا يموت 2003
- الخيول 2002
- ديدي ودوللي 2001
- زمن عماد الدين 2001
- نساء في الغربة 2001
- نساء في الغربة 2000
- بدارة 1999
- حكايات من حارتنا 1995

### سهرة تليفريونية
- مواقع ممنوعة 2006
- الجنون فنون 2005
- أحلام الكمنجاتي 2001
- تعيش زفتى حرة
- آه من الزوجات
- صفحة من كتاب الحب
- عدالة السماء
- قلوب صغيرة
- همس الكناريا

### أفلام
- قاطع شحن 2010
- السلمانية 2005
- بحبك وبموت فيك 2005
- غبي منه فيه 2004